# Fritillaria skorpili
Fritillaria skorpili är en liljeväxtart som beskrevs av Josef Velenovský. Fritillaria skorpili ingår i Klockliljesläktet och i familjen liljeväxter. Inga underarter finns listade.